# Горски Врх

Горски Врх (словен. Gorski Vrh, итал. Vetta del Monte) је насељено место у општини Толмин, Горишка регија, Словенија.

## Историја
До територијалне реорганизације у Словенији био је у саставу старе општине Толмин.

## Становништво
У попису становништва из 2011. године, Горски Врх је имао 13 становника.
| Број становника према пописима | Број становника према пописима | Број становника према пописима |
| ------------------------------ | ------------------------------ | ------------------------------ |
| 1991                           | 2002                           | 2011                           |
| 11                             | 12                             | 13                             |

Напомена: До 1955. исказивано по именом Врх.